# Camponotus barbaricus
Camponotus barbaricus é uma espécie de inseto do gênero Camponotus, pertencente à família Formicidae.

## Subespécies
- C. b. barbaricus
- C. b. eubarbaricus
- C. b. xanthomelas